# Ilex arisanensis
Ilex arisanensis là một loài thực vật có hoa trong họ Aquifoliaceae. Loài này được Yamam. mô tả khoa học đầu tiên năm 1925.